# Компилятор компиляторов
Компилятор компиляторов — программа, воспринимающая синтаксическое или семантическое описание языка программирования и генерирующая компилятор для этого языка.
Синтаксис выражается в виде БНФ или её производной и должен удовлетворять правилам того метода синтаксического анализа, который будет использоваться в генерируемом компиляторе.
Семантика языка обычно описывается путём ассоциирования процедуры генерации кода с каждой синтаксической конструкцией, причём необходимая процедура вызывается всякий раз, когда соответствующая конструкция распознаётся программой синтаксического анализа. Таким образом, пользователю компилятора компиляторов в любом случае нужно разработать исполняющие структуры и выбрать способ преобразования каждой входной синтаксической конструкции в операции выходного языка или в машинные операции, после чего нужно написать собственно процедуры генерации кода. Следовательно, компилятор компиляторов — это полезное средство, помогающее писать компиляторы, но не более того.
Строго говоря, генератор программы синтаксического анализа представляет собой часть компилятора компиляторов, однако оба термина часто используются как синонимы.